# 相良まみ
相良 まみ（さがら まみ）は 演出家・振付家。学校法人 日本航空学園 芸術教育担当。ウィングシアター芸術監督。

## 人物
- バレエ・ジャズダンス・シアターダンス・日本舞踊習得。
- 劇団四季を経て、ミュージカル、商業演劇、CM、コンサート・スポーツイベント・映画・国体開会式など数多く振付。
- 振付作品は海外の演劇祭などにも参加。
- 日本全国で子供の為のミュージカル創作やワークショップなど指導。
- 演出・脚本も手掛けるなどして幅広く活躍。

## 主な振付作品

### 舞台
- 劇団青年座　「カルメン」「ブンナよ木から降りてこい」「ムーランルージュ」
- JAC後楽園　「ロックアドベンチャー」他
- 新宿梁山泊　「美しき碧きアジア」「少女都市からの叫び声（フランスアビニョン演劇祭参加作品）」「十六夜の月（奥田瑛二主演）」
- ポイント東京製作　「帝国心の妻（近藤正臣主演）」「鹿鳴館（平幹二朗・佐久間良子主演）」
- ロックオペラ　「ハムレット（HAKUEI（PENICILLIN）主演）」
- 船越栄一郎主催　劇団マガジンの作品20本余りのミュージカル振付
- 石井ふく子演出「妻たちの鹿鳴館」（若尾文子主演）「エドの舞踏会」(三田佳子主演)
- パパの誕生日
- Live Airline

### コンサート
- SMAPコンサート「クール・クール」「ニューイヤーコンサート」
- 南青山少女歌劇団コンサート

### イベント
- ロッテ球団チアリーディング
- 読売巨人軍激励会・祝勝会
- 日本ハム激励会
- 日米野球オープニング　東京ドーム
- よさこい祭り（テレビ高知チーム）
- 武田信玄公祭り（振付チーム最優秀賞受賞）

### TV
- NHK 「アイドルオンステージ」
- NTV 「夜もヒッパレ一生けんめい」
- テレビ東京 「ミッキーKIDS」
- テレビ朝日 「忍者戦隊カクレンジャー」　他

### CM
- 「タケダ漢方胃腸薬」　田中邦衛
- 「桃の天然水」　浜崎あゆみ
- 「日本リーバ」　岡本夏生
- 「平和堂貿易」
- 「日本コカコーラボトラーズ」　他多数

### 演出

#### ミュージカル
- 「パパの誕生日」
- 「君の空」
- 「虹色のつばさ」
- 「永遠の歌」
- 「青雲の雫」
- 「森の物語」
- 「ドロシーの冒険」
- 「ミラクルドックス」
- 「HEAVEN」その他

### 映画
「花の乱」（吉永小百合主演・東映）
「肉体の門」（東映）
「となりの怪物くん」（菅田将暉・土屋太鳳主演）

### その他
2001年
「宮城国体」振付ディレクター